# Zollmuseum
Der Schwerpunkt von Zollmuseen liegt auf der jeweiligen nationalen Geschichte des Zoll- und Abgabenwesens, der zöllnerischen Tätigkeiten und der Bekämpfung des Schmuggels und anderen Formen der Kriminalität im Zusammenhang mit Grenzübertritten und Warentransporten.

## Deutschland
In Deutschland bietet das Deutsche Zollmuseum in der Speicherstadt von Hamburg einen Einblick in die Historie des deutschen Zolls.
Das Grenzbahnhof-Museum in Probstzella beschäftigt sich mit der Deutschen Teilung (und indirekt dem Zoll).
Weitere deutsche Zollmuseen:
- Zollmuseum Friedrichs in Aachen
- Zollmuseum Wegscheid[1]
- Zollmuseum Habkirchen in Mandelbachtal
- Schloss-Grenz- und Zollmuseum in Penkun[2]

Ehemalige deutsche Zollmuseen:
- Steuermuseum, Finanzgeschichtliche Sammlung der Bundesfinanzakademie, von 1995 — 2015 in Brühl

## Schweiz
Das Schweizerische Zollmuseum befindet sich in Cantine di Gandria am Luganersee. Es ist Teil des Schweizerischen Landesmuseums.

## Niederlande
- Grenslandmuseum in Dinxperlo[3]